# 兀庵普寧
兀庵普寧（ごったん ふねい）は、鎌倉時代中期に南宋から渡来した臨済宗の僧。諡は宗覚禅師。法諱は普寧。号は兀庵。

## 生涯
無準師範に師事。文応元年（1260年）、蘭渓道隆・円爾の招きにより来日し、博多の聖福寺に入った。鎌倉幕府執権北条時頼の要請により鎌倉建長寺2世となる。建長寺の本尊は地蔵菩薩であるが、兀庵は地蔵菩薩は自分より下位であるとして礼拝しなかったという。時頼は兀庵に師事して参禅・問法を重ね印可を受けた。弘長3年（1263年）、時頼が亡くなると支持者を失い、文永2年（1265年）に帰国してしまった。晩年は温州永嘉県の江心山龍翔寺に住んだ。
当時としては先鋭的な思想を持ち、難解な講釈を行ったことから、または建長寺において本邦の僧との揉め事が多かったことから、日本語の慣用句の「ごたごた」（元の単語は「ごったんごったん」）の語源になったと謂れる。。

## 兀庵普寧の法系「宗覚派」
1. 兀庵普寧禅師（大宋特賜 宗覚禅師・建長寺第二世）
2. 北条時頼（最明寺入道道崇）

南州下
1. 兀庵普寧禅師（大宋特賜 宗覚禅師・建長寺第二世）
2. 南州宏海禅師（浄智寺開山）
3. 天外志高禅師（円覚住持）

東巌下
1. 兀庵普寧禅師（大宋特賜 宗覚禅師・建長寺第二世）
2. 東巌慧安禅師（勅諡 宏覚禅師・正傳寺「諸山」開山）
3. 法位円性禅師（正傳寺住持）
4. 在庵円有禅師（福海寺「諸山」開山・正傳寺住持）